# Бережной, Виктор Михайлович
Виктор Михайлович Бережной (1916, Ростов-на-Дону — 23 января 1983, Тбилиси, Грузинская ССР) — советский футболист, нападающий. Мастер спорта СССР (1938).
Начал играть в футбол в 1934 году в команде профсоюза работника связи, Ростов-на-Дону. В 1935 — в команде «Буревестник». В 1936 играл в первенстве СССР за «Динамо» Ростов-на-Дону, в 1937 — в группе «Д» за «Динамо» Ереван. В чемпионате СССР выступал за команды «Динамо» Тбилиси (1938—1941, 1945—1947), ВВС Москва (1958), «Динамо» Ереван (1949), «Спартак» Тбилиси (1950). В 1951—1952 — в команде района имени 26 бакинских комиссаров (Тбилиси).
В составе «Динамо» Тбилиси серебряный призёр чемпионата СССР 1939, 1940, бронзовый призёр 1946, 1947. Финалист Кубка СССР 1946. В списке 55 лучших футболистов сезона в СССР — 1938, № 5.
Скончался в 1983 году.